# Plenkovice
Plenkovice är en ort i Tjeckien.   Den ligger i regionen Södra Mähren, i den sydöstra delen av landet, 170 km sydost om huvudstaden Prag. Plenkovice ligger 315 meter över havet och antalet invånare är 341.
Terrängen runt Plenkovice är lite kuperad. Runt Plenkovice är det tätbefolkat, med 442 invånare per kvadratkilometer. Närmaste större samhälle är Znojmo, 7,8 km söder om Plenkovice. Trakten runt Plenkovice består till största delen av jordbruksmark.